# NGC 3725
NGC 3725 é uma galáxia espiral barrada (SBc) localizada na direcção da constelação de Ursa Major. Possui uma declinação de +61° 53' 20" e uma ascensão recta de 11 horas, 33 minutos e 40,7 segundos.
A galáxia NGC 3725 foi descoberta em 19 de Março de 1790 por William Herschel.